# (136197) Johnandrews
(136197) Johnandrews est un astéroïde de la ceinture principale.

## Description
(136197) Johnandrews est un astéroïde de la ceinture principale. Il fut découvert le 22 octobre 2003 à Kitt Peak par Marc William Buie. Il présente une orbite caractérisée par un demi-grand axe de 2,32 UA, une excentricité de 0,18 et une inclinaison de 2,8° par rapport à l'écliptique.